# Elecciones provinciales de Córdoba de 1940
Las elecciones generales de la provincia de Córdoba de 1940 tuvieron lugar el 10 de marzo del mencionado año con el objetivo de elegir al Gobernador y Vicegobernador para el período 1940-1944. Si bien tuvieron lugar en el marco del régimen fraudulento de la Década Infame (1930-1943), Córdoba era gobernada en ese momento por la Unión Cívica Radical, con Amadeo Sabattini como gobernador, y al momento de los comicios el presidente Roberto M. Ortiz había iniciado un proyecto que buscaba restaurar la pureza electoral, por lo que las elecciones provinciales en dicho distrito eran consideradas libres.
Sin embargo, las elecciones no carecieron de controversias cuando la Junta Electoral provincial decidió que se utilizaría el mismo padrón electoral que en los comicios presidenciales de 1937. Mientras que el conservadurismo aceptó la propuesta, el radicalismo la rechazó, argumentando que más de veinticinco mil ciudadanos que habían alcanzado la edad de votar en el período intermedio se verían privados de sus derechos. La intervención del gobernador finalmente facilitó que la Legislatura exigiera a la Junta Electoral la renovación del padrón para 1940.
En este contexto, el candidato radical Santiago del Castillo, con Arturo Umberto Illia como compañero de fórmula, obtuvo un amplio triunfo con el 55.70% de los votos contra el 42.85% de la fórmula Benjamín Palacio y Carlos A. Astrada, del Partido Demócrata de Córdoba (PD), parte de la coalición oficialista a nivel nacional, la conservadora Concordancia. El radicalismo conservó además la mayoría absoluta en ambas cámaras de la legislatura. Donato Latella Frías, intendente de Córdoba por la UCR, fue reelegido por amplio margen, y una impugnación de los resultados por parte de José Aguirre Cámara no prosperó.

## Renovación senatorial
| Departamento     | Senadores | A renovar |
| ---------------- | --------- | --------- |
| Calamuchita      | 1         | 1         |
| Capital          | 3         | 3         |
| Colón            | 1         | 1         |
| Cruz del Eje     | 1         | 1         |
| General Roca     | 1         | 1         |
| Ischilín         | 1         | 1         |
| Juárez Celman    | 1         | —         |
| Marcos Juárez    | 1         | 1         |
| Minas            | 1         | 1         |
| Pocho            | 1         | 1         |
| Punilla          | 1         | —         |
| Río Cuarto       | 2         | 2         |
| Río Primero      | 1         | 1         |
| Río Seco         | 1         | —         |
| Río Segundo      | 1         | 1         |
| Roque Sáenz Peña | 1         | 1         |
| San Alberto      | 1         | —         |
| San Javier       | 1         | —         |
| San Justo        | 2         | —         |
| Santa María      | 1         | —         |
| Sobremonte       | 1         | —         |
| Tercero Abajo    | 1         | —         |
| Tercero Arriba   | 1         | 1         |
| Totoral          | 1         | —         |
| Tulumba          | 1         | 1         |
| Unión            | 1         | —         |
| Total            | 30        | 18        |

## Resultado

### Gobernador y Vicegobernador, Cámara de Diputados, y Cámara de Senadores
|  | 55,46 % |

|  | 43,09 % |

|  | 1,46 % |

|  | 97,78 % |

|  | 1,81 % |

|  | 0,17 % |

|  | 0,23 % |

|  | 100 % |

|  | 77,76 % |

### Diputados electos
- Unión Cívica Radical (24):
  - Constancio Allemandi
  - Hércules S. Baggini
  - Andrés Bercovich
  - Alfredo Besso
  - Ángel V. Baulina
  - Pedro H. Caballero Vera
  - César Cuesta Carnero
  - Rómulo Cúneo Vessini
  - Mario R. Casal
  - Carlos A. Duarte
  - Enrique J. Ferrer
  - Gustavo Figueroa
  - Juan Francisco Funes
  - Jorge Hillar
  - Juan B. Lafourcade
  - Lucas Landa
  - Agelio Lescano
  - Francisco P. Martínez
  - Juan Carlos Moyano
  - Luis Novillo Linares
  - Carlos M. Remorino
  - Salvador Romero
  - Manuel Serra
  - Pedro C. Sorrentino
- Partido Demócrata (12):
  - Ángel Alassino
  - Oscar Aliaga de Olmos
  - Gustavo A. Almada
  - Serafín Arrarás
  - Juan Bottaro
  - Luis Laje Weskamp
  - Alfredo Luna Rocha
  - Eduardo F. Maldonado
  - Valentín F. Negritto
  - Tomás E. Ojea
  - Emilio Peña
  - José Riera Vives

### Resultados por departamentos
| Calamuchita 1 Senador              | Calamuchita 1 Senador              | Calamuchita 1 Senador | Calamuchita 1 Senador | Calamuchita 1 Senador | Calamuchita 1 Senador                           |
| Partido                            | Partido                            | Votos                 | %                     | Bancas                | Senador electo                                  |
| ---------------------------------- | ---------------------------------- | --------------------- | --------------------- | --------------------- | ----------------------------------------------- |
|                                    | Unión Cívica Radical               | 2.142                 | 50,28                 | 1/1                   | - Armando Dell'Acqua                            |
|                                    | Partido Demócrata                  | 2.099                 | 49,27                 |                       |                                                 |
|                                    | Partido Socialista                 | 19                    | 0,45                  |                       |                                                 |
|                                    |                                    |                       |                       |                       |                                                 |
| Votos válidos                      | Votos válidos                      | 4.260                 | 96,93                 |                       |                                                 |
| Votos en blanco                    | Votos en blanco                    | 94                    | 2,14                  |                       |                                                 |
| Votos anulados                     | Votos anulados                     | 0                     | 0,00                  |                       |                                                 |
| Diferencia de actas                | Diferencia de actas                | 41                    | 0,93                  |                       |                                                 |
| Total de votos                     | Total de votos                     | 4.395                 | 100                   |                       |                                                 |
| Votantes registrados/participación | Votantes registrados/participación | 5.123                 | 85,79                 |                       |                                                 |
| Capital 3 Senadores                |                                    |                       |                       |                       |                                                 |
| Partido                            | Partido                            | Votos                 | %                     | Bancas                | Senador electo                                  |
|                                    | Unión Cívica Radical               | 28.788                | 58,65                 | 2/3                   | - José R. Lencinas - Pedro N. Pérez             |
|                                    | Partido Demócrata                  | 19.714                | 40,16                 | 1/3                   | - David de la Torre Peña                        |
|                                    | Partido Socialista                 | 585                   | 1,19                  |                       |                                                 |
|                                    |                                    |                       |                       |                       |                                                 |
| Votos válidos                      | Votos válidos                      | 49.087                | 98,14                 |                       |                                                 |
| Votos en blanco                    | Votos en blanco                    | 869                   | 1,74                  |                       |                                                 |
| Votos anulados                     | Votos anulados                     | 59                    | 0,12                  |                       |                                                 |
| Total de votos                     | Total de votos                     | 50.015                | 100                   |                       |                                                 |
| Votantes registrados/participación | Votantes registrados/participación | 65.893                | 75,90                 |                       |                                                 |
| Colón 1 Senador                    |                                    |                       |                       |                       |                                                 |
| Partido                            | Partido                            | Votos                 | %                     | Bancas                | Senador electo                                  |
|                                    | Unión Cívica Radical               | 3.900                 | 54,91                 | 1/1                   | - Esteban T. Campra                             |
|                                    | Partido Demócrata                  | 3.098                 | 43,62                 |                       |                                                 |
|                                    | Partido Socialista                 | 105                   | 1,48                  |                       |                                                 |
|                                    |                                    |                       |                       |                       |                                                 |
| Votos válidos                      | Votos válidos                      | 7.103                 | 98,37                 |                       |                                                 |
| Votos en blanco                    | Votos en blanco                    | 100                   | 1,38                  |                       |                                                 |
| Votos anulados                     | Votos anulados                     | 17                    | 0,24                  |                       |                                                 |
| Diferencia de actas                | Diferencia de actas                | 1                     | 0,01                  |                       |                                                 |
| Total de votos                     | Total de votos                     | 7.221                 | 100                   |                       |                                                 |
| Votantes registrados/participación | Votantes registrados/participación | 9.003                 | 80,21                 |                       |                                                 |
| Cruz del Eje 1 Senador             |                                    |                       |                       |                       |                                                 |
| Partido                            | Partido                            | Votos                 | %                     | Bancas                | Senador electo                                  |
|                                    | Unión Cívica Radical               | 4.012                 | 56,31                 | 1/1                   | - Nicolás Pedernera                             |
|                                    | Partido Demócrata                  | 2.955                 | 41,47                 |                       |                                                 |
|                                    | Partido Socialista                 | 158                   | 2,22                  |                       |                                                 |
|                                    |                                    |                       |                       |                       |                                                 |
| Votos válidos                      | Votos válidos                      | 7.125                 | 98,07                 |                       |                                                 |
| Votos en blanco                    | Votos en blanco                    | 115                   | 1,58                  |                       |                                                 |
| Votos anulados                     | Votos anulados                     | 25                    | 0,34                  |                       |                                                 |
| Total de votos                     | Total de votos                     | 7.265                 | 100                   |                       |                                                 |
| Votantes registrados/participación | Votantes registrados/participación | 10.060                | 72,22                 |                       |                                                 |
| General Roca 1 Senador             |                                    |                       |                       |                       |                                                 |
| Partido                            | Partido                            | Votos                 | %                     | Bancas                | Senador electo                                  |
|                                    | Unión Cívica Radical               | 3.996                 | 59,70                 | 1/1                   | - Cayetano E. de la Fuente                      |
|                                    | Partido Demócrata                  | 2.633                 | 39,33                 |                       |                                                 |
|                                    | Partido Socialista                 | 65                    | 0,97                  |                       |                                                 |
|                                    |                                    |                       |                       |                       |                                                 |
| Votos válidos                      | Votos válidos                      | 6.694                 | 98,43                 |                       |                                                 |
| Votos en blanco                    | Votos en blanco                    | 104                   | 1,53                  |                       |                                                 |
| Votos anulados                     | Votos anulados                     | 3                     | 0,04                  |                       |                                                 |
| Total de votos                     | Total de votos                     | 6.801                 | 100                   |                       |                                                 |
| Votantes registrados/participación | Votantes registrados/participación | 9.525                 | 71,40                 |                       |                                                 |
| Ischilín 1 Senador                 |                                    |                       |                       |                       |                                                 |
| Partido                            | Partido                            | Votos                 | %                     | Bancas                | Senador electo                                  |
|                                    | Unión Cívica Radical               | 2.720                 | 57,65                 | 1/1                   | - Eligio Molteni                                |
|                                    | Partido Demócrata                  | 1.968                 | 41,71                 |                       |                                                 |
|                                    | Partido Socialista                 | 30                    | 0,64                  |                       |                                                 |
|                                    |                                    |                       |                       |                       |                                                 |
| Votos válidos                      | Votos válidos                      | 4.718                 | 96,29                 |                       |                                                 |
| Votos en blanco                    | Votos en blanco                    | 123                   | 2,51                  |                       |                                                 |
| Votos anulados                     | Votos anulados                     | 59                    | 1,20                  |                       |                                                 |
| Total de votos                     | Total de votos                     | 4.900                 | 100                   |                       |                                                 |
| Votantes registrados/participación | Votantes registrados/participación | 6.881                 | 71,21                 |                       |                                                 |
| Juárez Celman                      |                                    |                       |                       |                       |                                                 |
| Partido                            | Partido                            | Votos                 | %                     |                       |                                                 |
|                                    | Unión Cívica Radical               | 4.162                 | 52,67                 |                       |                                                 |
|                                    | Partido Demócrata                  | 3.612                 | 45,71                 |                       |                                                 |
|                                    | Partido Socialista                 | 128                   | 1,62                  |                       |                                                 |
|                                    |                                    |                       |                       |                       |                                                 |
| Votos válidos                      | Votos válidos                      | 7.902                 | 98,66                 |                       |                                                 |
| Votos en blanco                    | Votos en blanco                    | 98                    | 1,22                  |                       |                                                 |
| Votos anulados                     | Votos anulados                     | 9                     | 0,11                  |                       |                                                 |
| Total de votos                     | Total de votos                     | 8.009                 | 100                   |                       |                                                 |
| Votantes registrados/participación | Votantes registrados/participación | 9.943                 | 80,55                 |                       |                                                 |
| Marcos Juárez 1 Senador            |                                    |                       |                       |                       |                                                 |
| Partido                            | Partido                            | Votos                 | %                     | Bancas                | Senador electo                                  |
|                                    | Unión Cívica Radical               | 8.956                 | 57,48                 | 1/1                   | - Pascual Zanotti                               |
|                                    | Partido Demócrata                  | 6.081                 | 39,03                 |                       |                                                 |
|                                    | Partido Socialista                 | 544                   | 3,49                  |                       |                                                 |
|                                    |                                    |                       |                       |                       |                                                 |
| Votos válidos                      | Votos válidos                      | 15.581                | 97,45                 |                       |                                                 |
| Votos en blanco                    | Votos en blanco                    | 383                   | 2,40                  |                       |                                                 |
| Votos anulados                     | Votos anulados                     | 25                    | 0,16                  |                       |                                                 |
| Total de votos                     | Total de votos                     | 15.989                | 100                   |                       |                                                 |
| Votantes registrados/participación | Votantes registrados/participación | 19.337                | 82,69                 |                       |                                                 |
| Minas 1 Senador                    |                                    |                       |                       |                       |                                                 |
| Partido                            | Partido                            | Votos                 | %                     | Bancas                | Senador electo                                  |
|                                    | Unión Cívica Radical               | 842                   | 51,47                 | 1/1                   | - Miguel Rizzotti                               |
|                                    | Partido Demócrata                  | 794                   | 48,53                 |                       |                                                 |
|                                    |                                    |                       |                       |                       |                                                 |
| Votos válidos                      | Votos válidos                      | 1.636                 | 97,56                 |                       |                                                 |
| Votos en blanco                    | Votos en blanco                    | 25                    | 1,49                  |                       |                                                 |
| Votos anulados                     | Votos anulados                     | 16                    | 0,95                  |                       |                                                 |
| Total de votos                     | Total de votos                     | 1.677                 | 100                   |                       |                                                 |
| Votantes registrados/participación | Votantes registrados/participación | 2.122                 | 79,03                 |                       |                                                 |
| Pocho 1 Senador                    |                                    |                       |                       |                       |                                                 |
| Partido                            | Partido                            | Votos                 | %                     | Bancas                | Senador electo                                  |
|                                    | Unión Cívica Radical               | 768                   | 56,39                 | 1/1                   | - Carlos A. Rosembrock                          |
|                                    | Partido Demócrata                  | 587                   | 43,10                 |                       |                                                 |
|                                    | Partido Socialista                 | 7                     | 0,51                  |                       |                                                 |
|                                    |                                    |                       |                       |                       |                                                 |
| Votos válidos                      | Votos válidos                      | 1.362                 | 98,41                 |                       |                                                 |
| Votos en blanco                    | Votos en blanco                    | 15                    | 1,08                  |                       |                                                 |
| Votos anulados                     | Votos anulados                     | 7                     | 0,51                  |                       |                                                 |
| Total de votos                     | Total de votos                     | 1.384                 | 100                   |                       |                                                 |
| Votantes registrados/participación | Votantes registrados/participación | 1.911                 | 72,42                 |                       |                                                 |
| Punilla                            |                                    |                       |                       |                       |                                                 |
| Partido                            | Partido                            | Votos                 | %                     |                       |                                                 |
|                                    | Unión Cívica Radical               | 3.266                 | 59,00                 |                       |                                                 |
|                                    | Partido Demócrata                  | 2.270                 | 41,00                 |                       |                                                 |
|                                    |                                    |                       |                       |                       |                                                 |
| Votos válidos                      | Votos válidos                      | 5.536                 | 97,48                 |                       |                                                 |
| Votos en blanco                    | Votos en blanco                    | 121                   | 2,13                  |                       |                                                 |
| Votos anulados                     | Votos anulados                     | 0                     | 0,00                  |                       |                                                 |
| Diferencia de actas                | Diferencia de actas                | 22                    | 0,39                  |                       |                                                 |
| Total de votos                     | Total de votos                     | 5.679                 | 100                   |                       |                                                 |
| Votantes registrados/participación | Votantes registrados/participación | 7.456                 | 76,17                 |                       |                                                 |
| Río Cuarto 2 Senadores             |                                    |                       |                       |                       |                                                 |
| Partido                            | Partido                            | Votos                 | %                     | Bancas                | Senador electo                                  |
|                                    | Unión Cívica Radical               | 11.054                | 54,94                 | 2/2                   | - Antonio Quetglas - Lucas Espinosa Arribillaga |
|                                    | Partido Demócrata                  | 8.655                 | 43,02                 |                       |                                                 |
|                                    | Partido Socialista                 | 410                   | 2,04                  |                       |                                                 |
|                                    |                                    |                       |                       |                       |                                                 |
| Votos válidos                      | Votos válidos                      | 20.119                | 98,06                 |                       |                                                 |
| Votos en blanco                    | Votos en blanco                    | 399                   | 1,94                  |                       |                                                 |
| Votos anulados                     | Votos anulados                     | 0                     | 0,00                  |                       |                                                 |
| Total de votos                     | Total de votos                     | 20.518                | 100                   |                       |                                                 |
| Votantes registrados/participación | Votantes registrados/participación | 27.035                | 75,89                 |                       |                                                 |
| Río Primero 1 Senador              |                                    |                       |                       |                       |                                                 |
| Partido                            | Partido                            | Votos                 | %                     | Bancas                | Senador electo                                  |
|                                    | Unión Cívica Radical               | 5.060                 | 51,99                 | 1/1                   | - Samuel Furque                                 |
|                                    | Partido Demócrata                  | 4.666                 | 47,94                 |                       |                                                 |
|                                    | Partido Socialista                 | 6                     | 0,06                  |                       |                                                 |
|                                    |                                    |                       |                       |                       |                                                 |
| Votos válidos                      | Votos válidos                      | 9.732                 | 98,68                 |                       |                                                 |
| Votos en blanco                    | Votos en blanco                    | 121                   | 1,23                  |                       |                                                 |
| Votos anulados                     | Votos anulados                     | 0                     | 0,00                  |                       |                                                 |
| Diferencia de actas                | Diferencia de actas                | 9                     | 0,09                  |                       |                                                 |
| Total de votos                     | Total de votos                     | 9.862                 | 100                   |                       |                                                 |
| Votantes registrados/participación | Votantes registrados/participación | 13.664                | 72,18                 |                       |                                                 |
| Río Seco                           |                                    |                       |                       |                       |                                                 |
| Partido                            | Partido                            | Votos                 | %                     |                       |                                                 |
|                                    | Unión Cívica Radical               | 1.328                 | 57,09                 |                       |                                                 |
|                                    | Partido Demócrata                  | 998                   | 42,91                 |                       |                                                 |
|                                    |                                    |                       |                       |                       |                                                 |
| Votos válidos                      | Votos válidos                      | 2.326                 | 98,64                 |                       |                                                 |
| Votos en blanco                    | Votos en blanco                    | 32                    | 1,36                  |                       |                                                 |
| Votos anulados                     | Votos anulados                     | 0                     | 0,00                  |                       |                                                 |
| Total de votos                     | Total de votos                     | 2.358                 | 100                   |                       |                                                 |
| Votantes registrados/participación | Votantes registrados/participación | 3.351                 | 70,37                 |                       |                                                 |
| Río Segundo 1 Senador              |                                    |                       |                       |                       |                                                 |
| Partido                            | Partido                            | Votos                 | %                     | Bancas                | Senador electo                                  |
|                                    | Unión Cívica Radical               | 6.320                 | 52,99                 | 1/1                   | - Oscar D. Santucho                             |
|                                    | Partido Demócrata                  | 5.536                 | 46,42                 |                       |                                                 |
|                                    | Partido Socialista                 | 70                    | 0,59                  |                       |                                                 |
|                                    |                                    |                       |                       |                       |                                                 |
| Votos válidos                      | Votos válidos                      | 11.926                | 98,29                 |                       |                                                 |
| Votos en blanco                    | Votos en blanco                    | 186                   | 1,53                  |                       |                                                 |
| Votos anulados                     | Votos anulados                     | 22                    | 0,18                  |                       |                                                 |
| Total de votos                     | Total de votos                     | 12.134                | 100                   |                       |                                                 |
| Votantes registrados/participación | Votantes registrados/participación | 15.167                | 80,00                 |                       |                                                 |
| Roque Sáenz Peña 1 Senador         |                                    |                       |                       |                       |                                                 |
| Partido                            | Partido                            | Votos                 | %                     | Bancas                | Senador electo                                  |
|                                    | Unión Cívica Radical               | 3.203                 | 56,61                 | 1/1                   | - Juan A. Mas                                   |
|                                    | Partido Demócrata                  | 2.356                 | 41,64                 |                       |                                                 |
|                                    | Partido Socialista                 | 99                    | 1,75                  |                       |                                                 |
|                                    |                                    |                       |                       |                       |                                                 |
| Votos válidos                      | Votos válidos                      | 5.658                 | 96,09                 |                       |                                                 |
| Votos en blanco                    | Votos en blanco                    | 155                   | 2,63                  |                       |                                                 |
| Votos anulados                     | Votos anulados                     | 75                    | 1,27                  |                       |                                                 |
| Total de votos                     | Total de votos                     | 5.888                 | 100                   |                       |                                                 |
| Votantes registrados/participación | Votantes registrados/participación | 8.015                 | 73,46                 |                       |                                                 |
| San Alberto                        |                                    |                       |                       |                       |                                                 |
| Partido                            | Partido                            | Votos                 | %                     |                       |                                                 |
|                                    | Unión Cívica Radical               | 2.029                 | 57,76                 |                       |                                                 |
|                                    | Partido Demócrata                  | 1.458                 | 41,50                 |                       |                                                 |
|                                    | Partido Socialista                 | 26                    | 0,74                  |                       |                                                 |
|                                    |                                    |                       |                       |                       |                                                 |
| Votos válidos                      | Votos válidos                      | 3.513                 | 93,88                 |                       |                                                 |
| Votos en blanco                    | Votos en blanco                    | 194                   | 5,18                  |                       |                                                 |
| Votos anulados                     | Votos anulados                     | 35                    | 0,94                  |                       |                                                 |
| Total de votos                     | Total de votos                     | 3.742                 | 100                   |                       |                                                 |
| Votantes registrados/participación | Votantes registrados/participación | 5.238                 | 71,44                 |                       |                                                 |
| San Javier                         |                                    |                       |                       |                       |                                                 |
| Partido                            | Partido                            | Votos                 | %                     |                       |                                                 |
|                                    | Unión Cívica Radical               | 2.412                 | 53,10                 |                       |                                                 |
|                                    | Partido Demócrata                  | 2.060                 | 45,35                 |                       |                                                 |
|                                    | Partido Socialista                 | 70                    | 1,54                  |                       |                                                 |
|                                    |                                    |                       |                       |                       |                                                 |
| Votos válidos                      | Votos válidos                      | 4.542                 | 96,76                 |                       |                                                 |
| Votos en blanco                    | Votos en blanco                    | 147                   | 3,13                  |                       |                                                 |
| Votos anulados                     | Votos anulados                     | 5                     | 0,11                  |                       |                                                 |
| Total de votos                     | Total de votos                     | 4.694                 | 100                   |                       |                                                 |
| Votantes registrados/participación | Votantes registrados/participación | 6.744                 | 69,60                 |                       |                                                 |
| San Justo                          |                                    |                       |                       |                       |                                                 |
| Partido                            | Partido                            | Votos                 | %                     |                       |                                                 |
|                                    | Unión Cívica Radical               | 13.312                | 54,43                 |                       |                                                 |
|                                    | Partido Demócrata                  | 10.871                | 44,45                 |                       |                                                 |
|                                    | Partido Socialista                 | 272                   | 1,11                  |                       |                                                 |
|                                    |                                    |                       |                       |                       |                                                 |
| Votos válidos                      | Votos válidos                      | 24.455                | 98,32                 |                       |                                                 |
| Votos en blanco                    | Votos en blanco                    | 384                   | 1,54                  |                       |                                                 |
| Votos anulados                     | Votos anulados                     | 24                    | 0,10                  |                       |                                                 |
| Diferencia de actas                | Diferencia de actas                | 10                    | 0,04                  |                       |                                                 |
| Total de votos                     | Total de votos                     | 24.873                | 100                   |                       |                                                 |
| Votantes registrados/participación | Votantes registrados/participación | 30.385                | 81,86                 |                       |                                                 |
| Santa María                        |                                    |                       |                       |                       |                                                 |
| Partido                            | Partido                            | Votos                 | %                     |                       |                                                 |
|                                    | Unión Cívica Radical               | 3.322                 | 50,63                 |                       |                                                 |
|                                    | Partido Demócrata                  | 3.222                 | 49,11                 |                       |                                                 |
|                                    | Partido Socialista                 | 17                    | 0,26                  |                       |                                                 |
|                                    |                                    |                       |                       |                       |                                                 |
| Votos válidos                      | Votos válidos                      | 6.561                 | 98,69                 |                       |                                                 |
| Votos en blanco                    | Votos en blanco                    | 82                    | 1,23                  |                       |                                                 |
| Votos anulados                     | Votos anulados                     | 5                     | 0,08                  |                       |                                                 |
| Total de votos                     | Total de votos                     | 6.648                 | 100                   |                       |                                                 |
| Votantes registrados/participación | Votantes registrados/participación | 8.345                 | 79,66                 |                       |                                                 |
| Sobremonte                         |                                    |                       |                       |                       |                                                 |
| Partido                            | Partido                            | Votos                 | %                     |                       |                                                 |
|                                    | Unión Cívica Radical               | 646                   | 50,19                 |                       |                                                 |
|                                    | Partido Demócrata                  | 641                   | 49,81                 |                       |                                                 |
|                                    |                                    |                       |                       |                       |                                                 |
| Votos válidos                      | Votos válidos                      | 1.287                 | 98,85                 |                       |                                                 |
| Votos en blanco                    | Votos en blanco                    | 15                    | 1,15                  |                       |                                                 |
| Votos anulados                     | Votos anulados                     | 0                     | 0,00                  |                       |                                                 |
| Total de votos                     | Total de votos                     | 1.302                 | 100                   |                       |                                                 |
| Votantes registrados/participación | Votantes registrados/participación | 1.702                 | 76,50                 |                       |                                                 |
| Tercero Abajo                      |                                    |                       |                       |                       |                                                 |
| Partido                            | Partido                            | Votos                 | %                     |                       |                                                 |
|                                    | Unión Cívica Radical               | 6.112                 | 56,19                 |                       |                                                 |
|                                    | Partido Demócrata                  | 4.488                 | 41,26                 |                       |                                                 |
|                                    | Partido Socialista                 | 277                   | 2,55                  |                       |                                                 |
|                                    |                                    |                       |                       |                       |                                                 |
| Votos válidos                      | Votos válidos                      | 10.877                | 98,25                 |                       |                                                 |
| Votos en blanco                    | Votos en blanco                    | 186                   | 1,68                  |                       |                                                 |
| Votos anulados                     | Votos anulados                     | 8                     | 0,07                  |                       |                                                 |
| Total de votos                     | Total de votos                     | 11.071                | 100                   |                       |                                                 |
| Votantes registrados/participación | Votantes registrados/participación | 13.839                | 80,00                 |                       |                                                 |
| Tercero Arriba 1 Senador           |                                    |                       |                       |                       |                                                 |
| Partido                            | Partido                            | Votos                 | %                     | Bancas                | Senador electo                                  |
|                                    | Unión Cívica Radical               | 5.520                 | 52,30                 | 1/1                   | - Ramón Núñez                                   |
|                                    | Partido Demócrata                  | 4.792                 | 45,40                 |                       |                                                 |
|                                    | Partido Socialista                 | 243                   | 2,30                  |                       |                                                 |
|                                    |                                    |                       |                       |                       |                                                 |
| Votos válidos                      | Votos válidos                      | 10.555                | 98,09                 |                       |                                                 |
| Votos en blanco                    | Votos en blanco                    | 188                   | 1,75                  |                       |                                                 |
| Votos anulados                     | Votos anulados                     | 17                    | 0,16                  |                       |                                                 |
| Total de votos                     | Total de votos                     | 10.760                | 100                   |                       |                                                 |
| Votantes registrados/participación | Votantes registrados/participación | 12.835                | 83,83                 |                       |                                                 |
| Totoral                            |                                    |                       |                       |                       |                                                 |
| Partido                            | Partido                            | Votos                 | %                     |                       |                                                 |
|                                    | Partido Demócrata                  | 1.995                 | 59,75                 |                       |                                                 |
|                                    | Unión Cívica Radical               | 1.342                 | 40,19                 |                       |                                                 |
|                                    | Partido Socialista                 | 2                     | 0,06                  |                       |                                                 |
|                                    |                                    |                       |                       |                       |                                                 |
| Votos válidos                      | Votos válidos                      | 3.339                 | 98,85                 |                       |                                                 |
| Votos en blanco                    | Votos en blanco                    | 37                    | 1,10                  |                       |                                                 |
| Votos anulados                     | Votos anulados                     | 2                     | 0,06                  |                       |                                                 |
| Total de votos                     | Total de votos                     | 3.378                 | 100                   |                       |                                                 |
| Votantes registrados/participación | Votantes registrados/participación | 4.239                 | 79,69                 |                       |                                                 |
| Tulumba 1 Senador                  |                                    |                       |                       |                       |                                                 |
| Partido                            | Partido                            | Votos                 | %                     | Bancas                | Senador electo                                  |
|                                    | Partido Demócrata                  | 1.497                 | 53,10                 | 1/1                   | - Digno Espinosa Lesta                          |
|                                    | Unión Cívica Radical               | 1.320                 | 46,83                 |                       |                                                 |
|                                    | Partido Socialista                 | 2                     | 0,07                  |                       |                                                 |
|                                    |                                    |                       |                       |                       |                                                 |
| Votos válidos                      | Votos válidos                      | 2.819                 | 83,72                 |                       |                                                 |
| Votos en blanco                    | Votos en blanco                    | 43                    | 1,28                  |                       |                                                 |
| Votos anulados                     | Votos anulados                     | 5                     | 0,15                  |                       |                                                 |
| Diferencia de actas                | Diferencia de actas                | 500                   | 14,85                 |                       |                                                 |
| Total de votos                     | Total de votos                     | 3.367                 | 100                   |                       |                                                 |
| Votantes registrados/participación | Votantes registrados/participación | 4.303                 | 78,25                 |                       |                                                 |
| Unión                              |                                    |                       |                       |                       |                                                 |
| Partido                            | Partido                            | Votos                 | %                     |                       |                                                 |
|                                    | Unión Cívica Radical               | 10.950                | 57,04                 |                       |                                                 |
|                                    | Partido Demócrata                  | 7.773                 | 40,49                 |                       |                                                 |
|                                    | Partido Socialista                 | 473                   | 2,46                  |                       |                                                 |
|                                    |                                    |                       |                       |                       |                                                 |
| Votos válidos                      | Votos válidos                      | 19.196                | 97,93                 |                       |                                                 |
| Votos en blanco                    | Votos en blanco                    | 385                   | 1,96                  |                       |                                                 |
| Votos anulados                     | Votos anulados                     | 21                    | 0,11                  |                       |                                                 |
| Total de votos                     | Total de votos                     | 19.602                | 100                   |                       |                                                 |
| Votantes registrados/participación | Votantes registrados/participación | 23.914                | 81,97                 |                       |                                                 |